# Chapelle Notre-Dame-de-Lourdes (Noisy-le-Grand)
Pour les articles homonymes, voir Chapelle Notre-Dame-de-Lourdes.
La chapelle Notre-Dame-de-Lourdes est un lieu de culte catholique romain situé au 22 rue Rouget-de-l'Isle, à Noisy-le-Grand (Seine-Saint-Denis), et dédié aux apparitions de Lourdes.

## Historique
À la demande de l'évêque de Versailles, le père Paul Dupont, abbé de l’abbaye de Mondaye, accepte de fonder un prieuré à Noisy-le-Grand. Les religieux prémontrés - parmi lesquels figurent le frère Gildas et le frère Donatien -  s'y installent en novembre 1960. La première pierre est bénite par le père Paul Dupont, le 7 avril 1968.
La congrégation des prémontrés quitte la ville en 1994, car à l'image de la croissance forte et rapide de la population, les activités paroissiales et pastorales des religieux deviennent peu compatibles avec une vie communautaire sérieuse.
Un terrain, situé rue Rouget de L'Isle, est acheté pour y construire une chapelle en attendant qu'une église se construise dans le "futur" quartier du Champy.
La future baraque-chapelle qui vient des Vosges, est alors entreposée dans un coin du jardin. Ce sont les compagnons d'Emmaüs qui la montent et la construisent tout au fond, pour y permettre, un jour, la construction d'une chapelle en dur, au milieu du terrain.
Construit en 1960 par l'architecte Alain Mugniéry, c'est un édifice qui prend le parti d'une grande simplicité architecturale en ne se distinguant des habitations voisines que par une simple croix de métal, à droite d'une porte en bois ordinaire. Monseigneur Jacques Le Cordier, premier évêque du diocèse de Saint-Denis entre 1966 et 1978, consacre la nouvelle église le 4 mai 1969.
Des travaux y ont été effectués en 1977.

## Galerie d'images

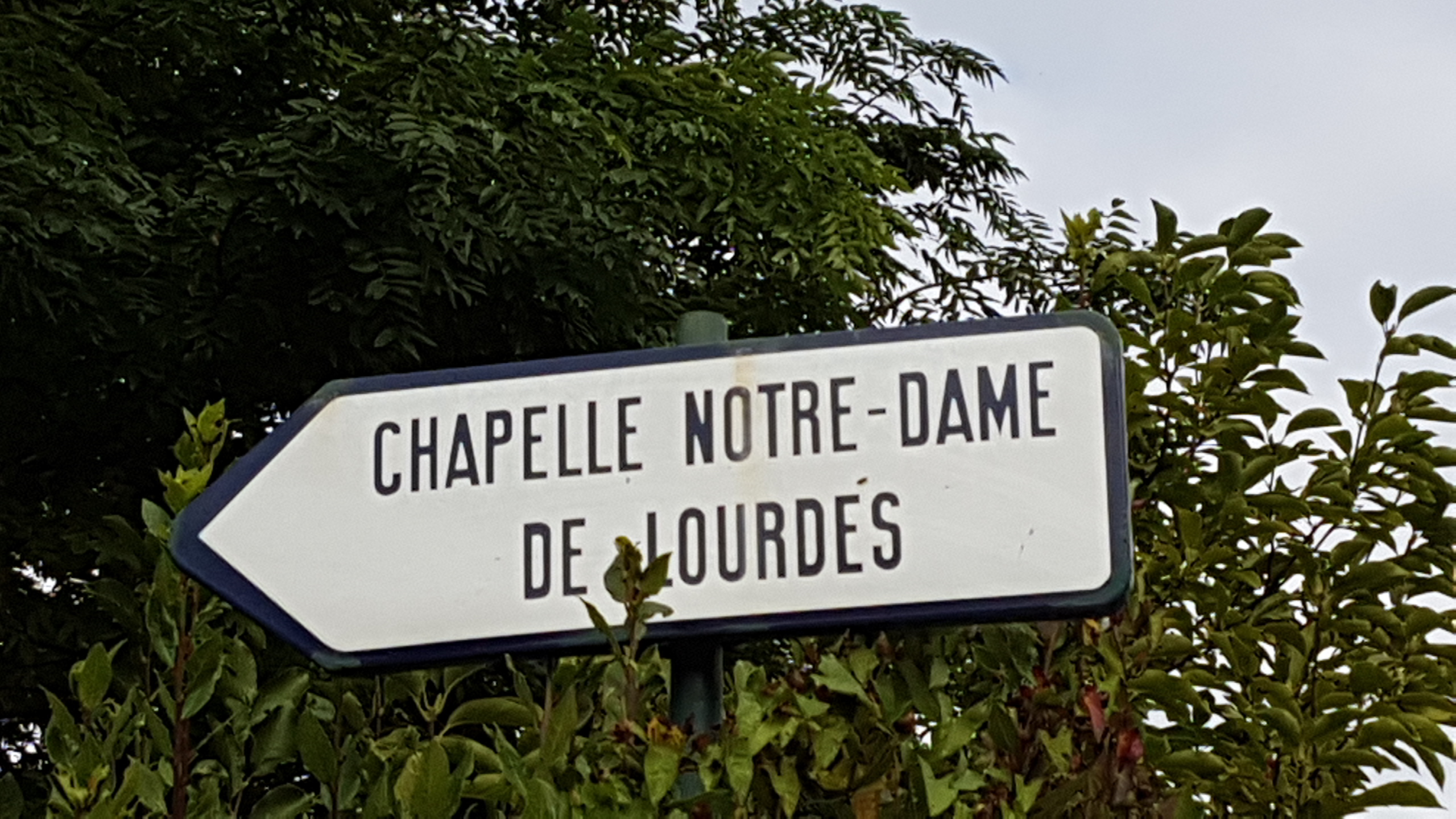